# Лагерь Красти
«Kamp Krusty» (с англ. — «Лагерь Красти») — первый эпизод четвёртого сезона «Симпсонов» о летнем детском лагере. Премьерный показ 24 сентября 1992 года.

## Сюжет

Директор лагеря Красти

Учебный год в Спрингфилдской начальной школе окончен, и все дети мечтают попасть на лето в детский лагерь, организованный и разрекламированный клоуном Красти. Гомер поставил Барту условие, что тот поедет в лагерь, только если закончит учебный год без двоек, но Барт, естественно, не смог этого. Мечтая попасть в лагерь своего кумира, Барт сначала пытается разжалобить свою учительницу мисс Крабаппл, а потом, после неудачи, исправить оценки в своем табеле. Обмануть отца ему тоже не удается, но Гомер, желая отдохнуть от своего сына, все-таки отправляет его в летний лагерь.
Однако действительность в летнем лагере сильно отличается от рекламы. Сам Красти, вопреки обещаниям, даже не считает нужным лично присутствовать в лагере — вместо этого он улетел на Уимблдонский турнир. Руководство лагерем он доверил своему заместителю, мистеру Блеку, типичному злодею.
В качестве вожатых мистер Блек нанял местных хулиганов: Керни, Джимбо и Дольфа. Детей поселяют в неприспособленных для этого бараках, бывших до того курятниками, вместо зефира дети поджаривают на костре еловые шишки, кормят детей низкокачественной и почти неприготовленной пищей (например, однажды из супа Лизы выскочила лягушка, при этом сам мистер Блек с подручными пируют в роскоши, провозглашая тосты вроде «Джентльмены, за Зло!») В качестве занятий творчеством детей заставляют шить фальшивые кошельки «от Версаче», Лиза сравнивает эти занятия с эпохой Диккенса.
Несмотря на все это, Барт продолжает верить в то, что Красти приедет и положит конец этому кошмару. Однако когда мистер Блек пытается выдать за Красти пьяного Барни Гамбла, терпение иссякает даже у Барта. Под лозунгом «Мы требуем Красти» Барт поднимает бунт в детском лагере. Мистер Блек и его вожатые спасаются в бомбоубежище, и лагерь переходит в руки детей. Барт переименовывает «лагерь Красти» в «лагерь Барта». Новость о бунте показывают по телевизору, а сам клоун Красти срочно прибывает из Англии в Спрингфилд. Узнав от Барта о творимых в лагере ужасах, Красти рыдает и обещает выполнить любое пожелание детей. Во исполнение этого своего обещания он организует для детей двухнедельную экскурсию в мексиканский город Тихуана и лично участвует в ней.

## Культурные отсылки
- Некоторые элементы сюжета позаимствованы из песни Алана Шермана «Hello Muddah, Hello Fadduh».
- Песня лагеря Красти является пародией на телевизионное шоу 60-х годов «Camp Runamuck»[1].
- Сцена, где Лиза дает бутылку виски всаднику, чтоб тот доставил её письмо родителям — отсылка к фильму «Женщина французского лейтенанта»[2].
- Сцена, где Керни бьёт в барабан, задавая темп пошива фальшивых кошельков — отсылка к сцене на галере в фильме «Бен-Гур»[3].
- Некоторые детали (свиная голова на шесте, примитивное оружие у детей) отсылки к роману «Повелитель мух»[4].

## Саундтрек
- Gene Merlino — «South of the Border» (авторы — Jimmy Kennedy и Michael Carr).
- Элис Купер — «School’s Out»[5].